# 인터캐스트
인터캐스트(Intercast)는 단일 텔레비전 채널과 함께 웹 페이지와 컴퓨터 소프트웨어 등의 정보를 방송하기 위해  인텔이 1996년 개발한 단기간 생존했던 기술이었다. 개인용 컴퓨터에 호환 TV 수신 카드의 설치가 요구되며 인텔 인터캐스트 뷰어(Intel Intercast Viewer)라는 디코딩 프로그램이 필요했다. 인터캐스트의 데이터는 인터캐스트를 사용하는 프로그램을 전송하는 수직 귀선 기간(VBI)의 비디오 신호로 임베드되었다.
인터캐스트를 사용하면 컴퓨터 사용자는 인터캐스트 뷰어의 창으로 TV 방송을 볼 수 있었으며 그 와중에 다른 창으로는 HTML 웹 페이지를 볼 수 있었다. 또, 사용자는 인터캐스트를 통해 전송된 소프트웨어를 다운로드할 수 있었다. 수신되는 웹 페이지 대부분은 텔레비전 프로그램에 관한 추가 정보라든지, 뉴스 방송 중 추가 뉴스 헤드라인과 날씨 예보 등 방송되는 텔레비전 프로그램과 관련되었다. 인터캐스트는 더 현대화된 버전의 문자 다중 방송(텔레텍스트)로 간주할 수 있다.
인터캐스트 뷰어 소프트웨어는 당시 Hauppauge Win-TV 카드 등의 일부 TV 수신 카드에 번들링되었다. 또, 인터캐스트를 선보인 당시 컴팩은 일부 모델의 컴퓨터에 인터캐스트 뷰어 소프트웨어와 더불어 내장형 TV 수신 카드를 설치하였다.
데뷔 당시 인터캐스트는 NBC, CNN, 더 웨더 채널, M2(현재의 MTV2) 등 여러 TV 방송국에 사용되었다.
인텔은 2년 뒤 인터캐스트의 지원을 중단했다.
NBC의 시리즈 Homicide: Life on the Street는 인터캐스트가 활성화된 쇼 프로그램이었다.